# Ángel López Martínez
Ángel López Martínez (Tomelloso, Ciudad Real, 8 de abril de 1936-Valladolid, 13 de marzo de 1978) fue un poeta español, hermano del también escritor José López Martínez. 
Ángel López Martínez nació en Tomelloso y vivió en Madrid de 1954 a 1977. Colaboró en revistas de España e Hispanoamérica así como en el diario Lanza, de Ciudad Real, con breves ensayos, comentario de libros y poemas. Perteneció al grupo Síntesis y al grupo Juan Alcaide de la Casa de La Mancha de Madrid. Publicó la antología poética Ciudad del hombre (1976). Tomelloso concede en su honor el premio local de poesía Ángel López Martínez.
La nostalgia por su tierra rural, su infancia de posguerra, y su desasosiego existencial son temas constantes en su poesía, influenciada por César Vallejo. 